# Amalienborg

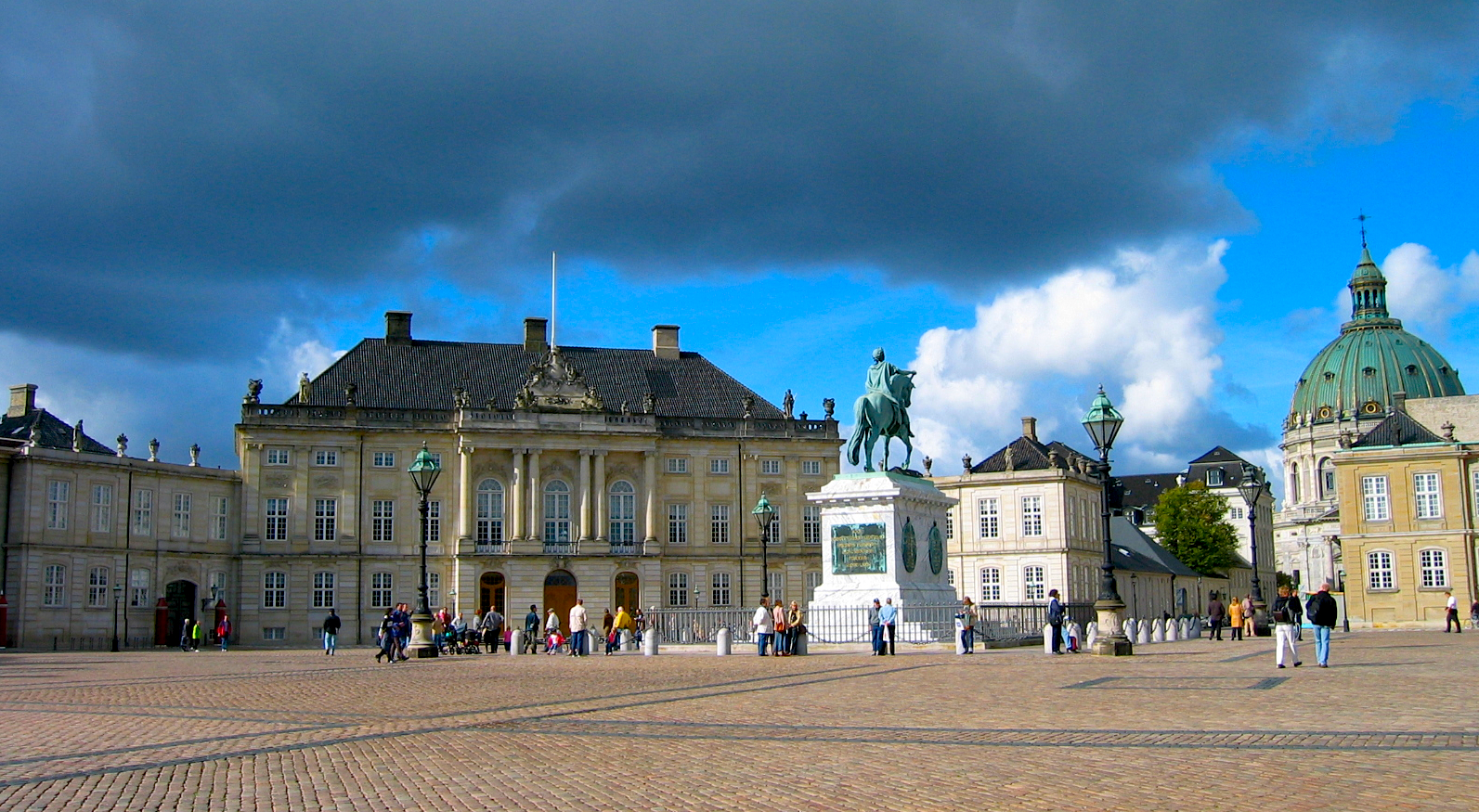
Amalienborg, Pałac Chrystiana VII

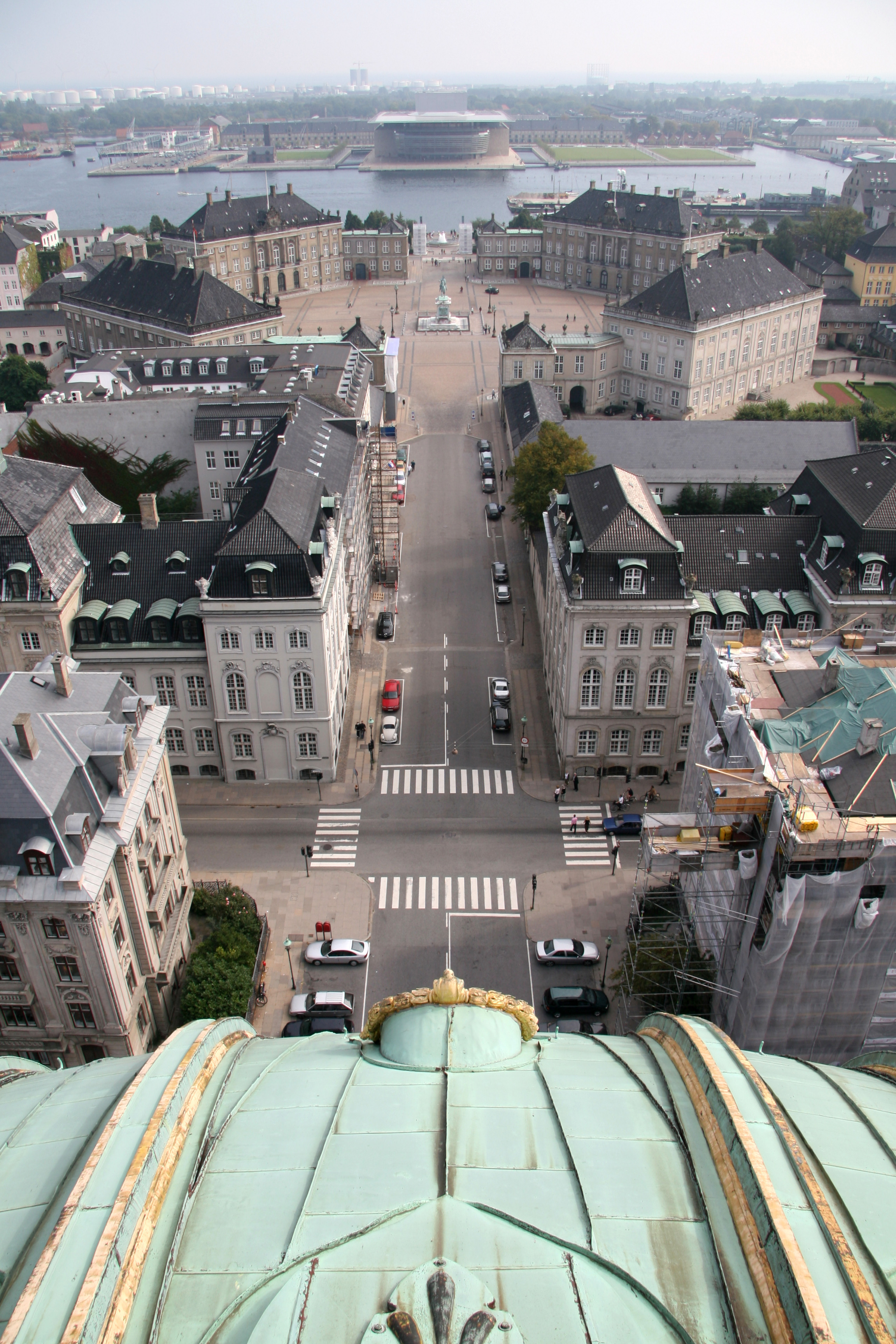
Widok na Amalienborg z kopuły kościoła Marmurowego

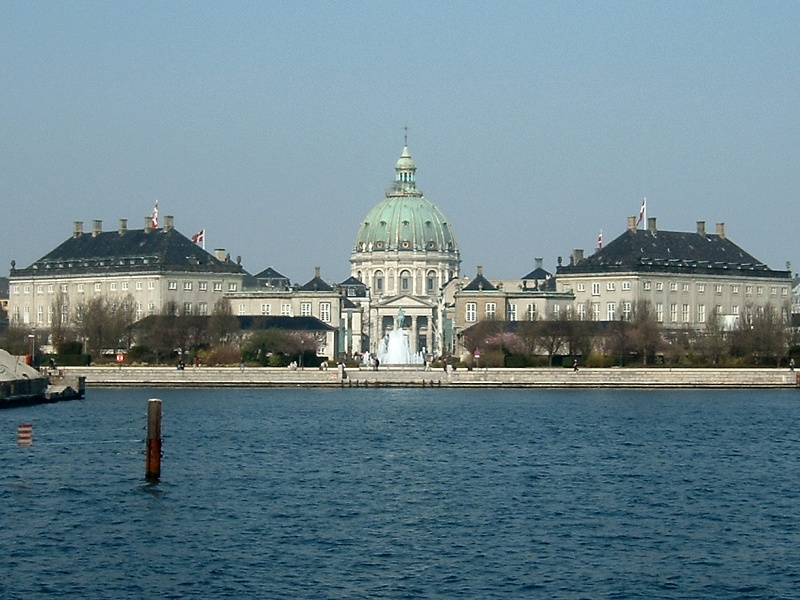
Amalienborg od strony morza

Plan Amalienborga: I – Pałac Levetzaua, siedziba następcy tronu ks. Fryderyka; II – Pałac Brockdorffa; III – Pałac Moltkego; IV – Pałac Schacka, siedziba Małgorzaty II; 1 – pomnik Fryderyka V; 2 – ogrody Amaliehaven (1983) od strony portu

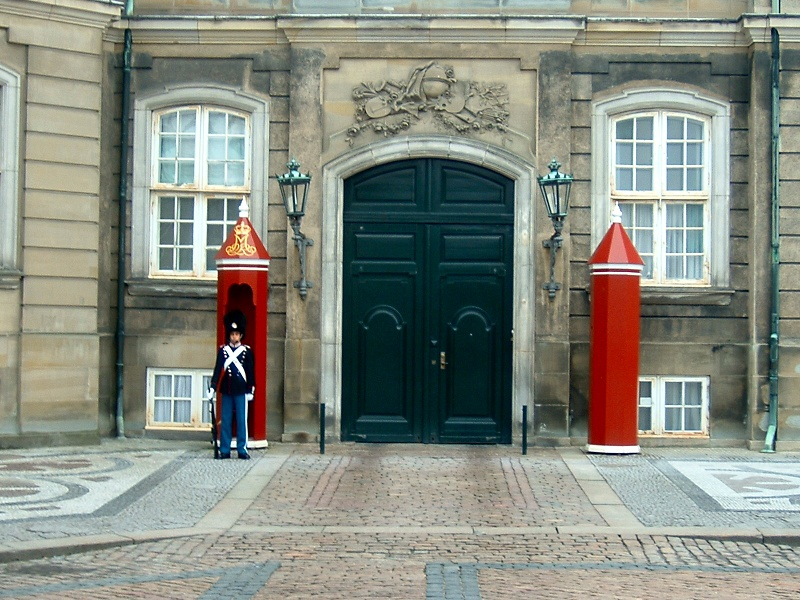
Gwardzista królewski przed Amalienborgiem

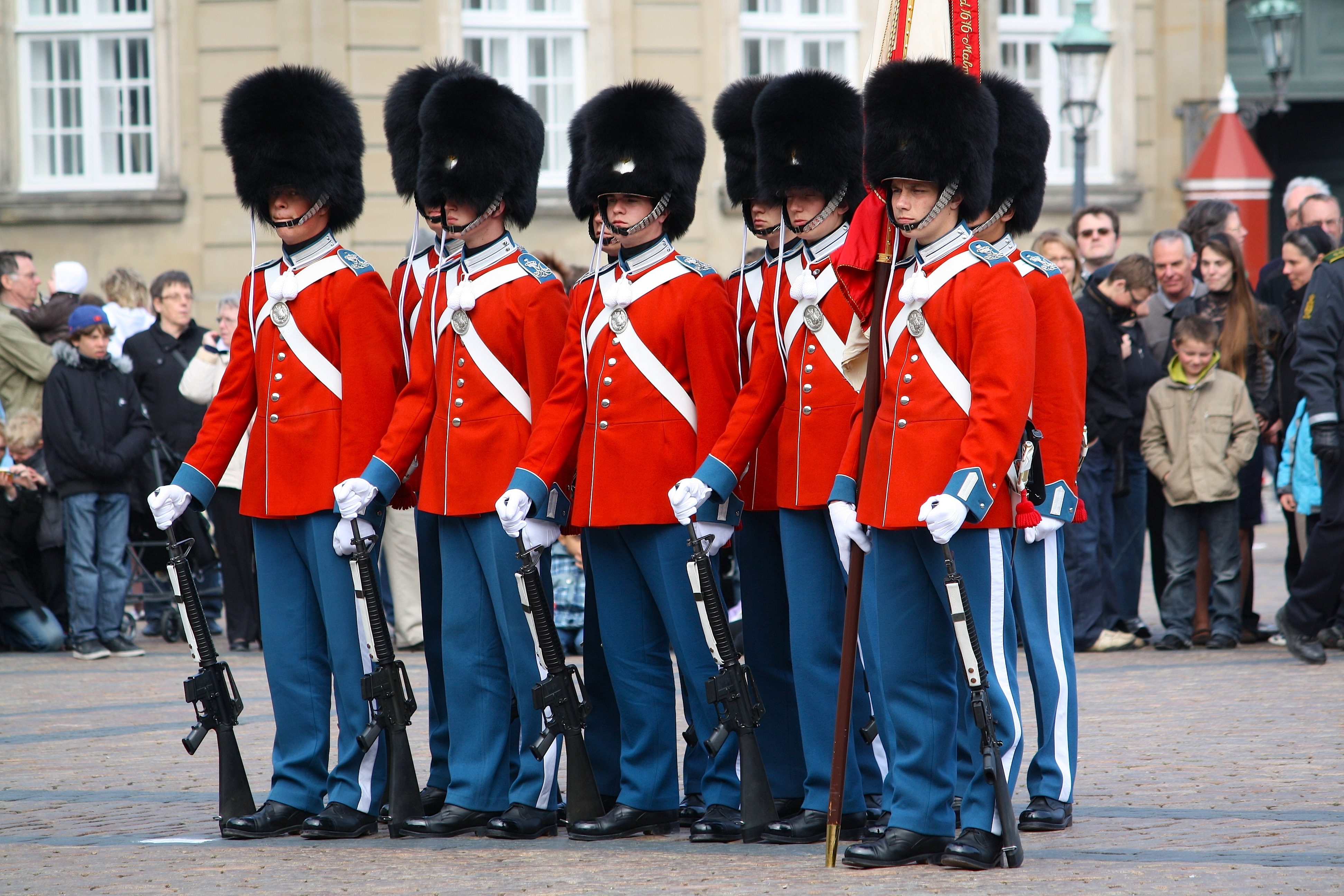
Uroczysta zmiana warty przed Amalienborgiem w dniu urodzin królowej Małgorzaty II

Amalienborg – oficjalna rezydencja duńskich monarchów i duńskiej rodziny królewskiej w Kopenhadze od 1794. Określana również jako zimowy pałac królewski, ponieważ zwykle jest wykorzystywany przez duńskich monarchów w miesiącach zimowych.

## Historia
Nazwa pałacu Amalienborg pochodzi od królowej Zofii Amelii, która w latach 1667–1673 kazała na tym miejscu zbudować pałacyk letni z ogrodem. Spłonął on całkowicie 19 kwietnia 1689 w czasie pożaru, który wybuchł w przylegającym do pałacyku drewnianym budynku opery. W przepełnionym budynku zginęło wtedy ponad 200 osób, w tym wiele dzieci. 
W 1750 król Fryderyk V przekazał cztery działki w miejscu obecnej rezydencji i zwolnił od płacenia podatków przez okres 40 lat czterech duńskich arystokratów, zobowiązując ich w zamian do budowy w tym miejscu swoich rezydencji według planów architekta królewskiego Nicolaia Eigtveda. Pałace miały być częścią zaplanowanej w 1748 przez króla nowej dzielnicy Kopenhagi, Frederiksstaden, pamiątką w 300. rocznicę koronacji Chrystiana I, pierwszego duńskiego monarchy z dynastii oldenburskiej i pomnikiem wielkości duńskiej monarchii absolutnej. W 1749 architekt królewski Nicolai Eigtved został mianowany wykonawcą projektu. Po pożarze dotychczasowego zamku królewskiego, Christiansborga, w nocy z 26 na 27 lutego 1794, Amalienborg został w przeciągu kilku dni zakupiony przez króla Danii, który wraz z rodziną przeniósł tam swoją kopenhaską siedzibę.

## Kompleks pałacowy
Zespół pałacowy Amalienborga składa się z czterech identycznych rokokowych budynków zbudowanych wokół ośmiokątnego placu, na którego środku znajduje się konny pomnik Fryderyka V, inicjatora budowy kompleksu i jego otoczenia. Konna statua króla, odzianego w szaty cesarza rzymskiego z wieńcem laurowym na głowie, jest dziełem francuskiego artysty Jacques’a François-Josepha Saly (1771), który pracował nad nią przez około 20 lat. Została ona ufundowana przez duńską Kompanię Azjatycką za niebagatelną na owe czasy sumę pół miliona rigsdalerów, ponad dwukrotnie przekraczającą koszty budowy czterech pałaców Amalienborga.
Kompleks pałacu Amalienborg składa się z następujących części:
- Pałac Moltkego (Moltkes Palæ; później nazwany pałacem Chrystiana VII), zbudowany w latach 1750–1754 przez hr. Adama Moltkego według projektu N. Eigtveda. W 1794 r. zakupiony przez Chrystiana VII. Od śmierci króla w 1808 pałac jest używany do celów reprezentacyjnych.
- Pałac Levetzaua (Levetzaus Palæ; później nazwany pałacem Chrystiana VIII), zbudowany przez hr. Christiana Frederika Levetzau w latach 1750–1760 i zakupiony w 1794 przez duńską rodzinę królewską. W latach 1805–1881 mieszkali tutaj król Chrystian VIII i królowa Karolina Amelia, a w latach 1898–1952 król Chrystian X i królowa Aleksandra. Obecnie mieszka tutaj następca tronu Danii ks. Fryderyk, a na parterze budynku mieści się Muzeum Pałacowe (Amalienborgmuseet). W części pałacu w latach 1885–1898 mieściło się duńskie Ministerstwo Spraw Zagranicznych[4].
- Pałac Brockdorffa (Brockdorffs Palæ; później zwany pałacem Fryderyka VIII), zbudowany przez barona Joachima Brockdorffa w latach 1750–1760, zakupiony w 1765 przez Fryderyka V. W latach 1768–1788 mieściła się tutaj Akademia Kadetów Wojsk Lądowych, a w latach 1788–1827 Akademia Kadetów Marynarki Wojennej. Od 1828 mieszkał w pałacu Fryderyk VII, a później Fryderyk VIII oraz Fryderyk IX i królowa Ingrid.
- Pałac Schacka (Schacks Palæ; później zwany pałacem Chrystiana IX), od 1794 stanowi własność królów Danii. Obecnie mieszka tutaj królowa Małgorzata II. Budowę pałacu rozpoczął w 1750 baron Severin Løvenskiold, ale z powodu kłopotów finansowych musiał odstąpić rozpoczęte dzieło, które ukończyła hrabina Anna Sophie Schack (1755), a po niej pałac odziedziczył jej wnuk Hans Schack. W 1794 wprowadził się tutaj następca tronu duńskiego, późniejszy król Fryderyk VI. Od 1865 do swojej śmierci w 1906 mieszkał tutaj Chrystian IX. Pałac jest połączony z Pałacem Chrystiana VII kolumnadą przebiegającą ponad ulicą Amaliegade.

## Atrakcja turystyczna
Amalienborg jest jedną z największych atrakcji turystycznych Kopenhagi, przyciągającą szczególnie turystów zagranicznych. Samo Muzeum Pałacowe jest odwiedzane rocznie przez ponad 77 tys. turystów, a przez dziedziniec zamkowy przewija się ich nieporównywalnie więcej, szczególnie podczas ceremonii zmiany warty. Dziedziniec pałacu Amalienborg jest dostępny zarówno dla pieszych, jak i ruchu kołowego. 
Przed każdym z czterech budynków stoją na straży gwardziści królewscy w czarno-niebieskich historycznych mundurach i bermycach – charakterystycznych futrzanych czapkach. Uroczysta zmiana warty ma miejsce codziennie w południe, a w niedzielę podczas obecności królowej w pałacu, południowa zmiana warty ma szczególnie uroczystą oprawę z udziałem wojskowej orkiestry i gwardii ubranej w czerwono-niebieskie galowe mundury. Obecność królowej Małgorzaty II znamionuje duński sztandar królewski podnoszony ponad pałacem Chrystiana IX, a obecność następcy tronu powiewający sztandar następcy tronu nad pałacem Chrystiana VIII. Corocznie w dniu urodzin królowej (16 kwietnia) można osobiście zobaczyć Małgorzatę II i jej rodzinę na balkonie pałacu Chrystiana IX, z którego dziękuje ona zgromadzonym tłumom za życzenia.

## Muzeum Pałacowe
Znajdujące się w pałacu Chrystiana VIII muzeum poświęcone jest historii dynastii glücksburskiej, która panuje w Danii od 1863. W komnatach pałacowych znajduje się ekspozycja poświęcona królom – Chrystianowi IX, Fryderykowi VIII, Chrystianowi X i Fryderykowi IX, składająca się z mebli, obrazów i innych prywatnych rzeczy należących do duńskiej rodziny królewskiej, które niegdyś stanowiły wyposażenie zajmowanych przez nią komnat i gabinetów. Muzeum posiada zbiór ok. 6000 eksponatów.